# Knippla kapell
Knippla kapell är en kyrkobyggnad på södra delen av ön Källö-Knippla i Öckerö kommun. Den tillhör Öckerö församling i Göteborgs stift. 

## Historia
Träkapellet uppfördes 1915 och var från början nykterhetsloge. Några år senare övertogs kapellet av Kyrkliga föreningen. År 1954 genomfördes en omfattande renovering. Kapellet övertogs 2003 av Svenska kyrkan och samtidigt bildades Föreningen Knippla kapell som förvaltar byggnaden.

## Kyrkobyggnaden
Kapellet har ett sadeltak täckt med svart plåt och ytterväggar klädda med grå eternitskivor med vågiga kanter. Ingången finns i öster. Vid en renovering 2005 uppfördes ett smalare tresidigt kor i väster och en utbyggnad med kök och en tillgänglig toalett vid den norra sidan.

## Inventarier
- Altaret består av ett vitmålat träbord i koret.
- I podiet finns ett piano och en orgel.
- Korset i fonden kommer från det numera avsakraliserade Sionkapellet (Pingströrelsen) på Knippla.